# اوگنی نوویکوف
اوگنی نوویکوف (روسی: Evgeny Novikov؛ زادهٔ ۱۹ سپتامبر ۱۹۹۰) راننده رالی اهل روسیه است.
از باشگاه‌هایی که در آن بازی کرده‌است می‌توان به تیم رالی جهانی ام-اسپورت اشاره کرد.